# 新特罗伊茨科耶农村居民点 (捷尔诺夫卡区)
新特罗伊茨科耶农村居民点（俄语：Новотроицкое сельское поселение）是俄罗斯联邦沃罗涅日州捷尔诺夫卡区所属的一个农村居民点。其下辖有2个居民点，行政中心为新特罗伊茨科耶。据2016年统计，该农村居民点的人口为488人。